# Limopsis aurita

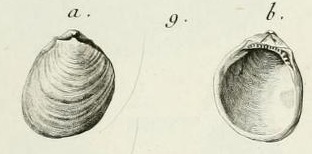
Limopsis aurita (Brocchi, 1814)(Originalabbildung aus Brocchi, 1814, Taf. 11, Fig. 9a,b)

Limopsis aurita ist eine Muschel-Art aus der Familie der Limopsidae in der Ordnung der Arcida.

## Merkmale
Das gleichklappige, stark abgeflachte Gehäuse hat eine maximale Länge von 20 mm. Juvenile Gehäuse bis 2 mm Durchmesser sind fast rund im Umriss, mit zunehmendem Alter werden sie mehr schief-eiförmig. Juvenile Gehäuse sind etwa so hoch wie lang bzw. geringfügig höher als lang (Verhältnis Länge:Höhe:Dicke 10:11:4 mm, Nordsieck). Mit zunehmender Größe wird der hintere Gehäuseteil mehr oder weniger stark verlängert, es wird mehr und mehr schief-eiförmig oder schief-elliptisch. Fritz Nordsieck gibt ein Verhältnis von Länge zu Höhe zu Dicke von  36:22:9 mm (Unterart transversa) an.
Die kleinen Wirbel sitzen daher vor der Mittellinie des Gehäuses. Sie sind nicht besonders hervortretend, spitz zulaufend und nach vorne eingerollt, und das Dorsalfeld zwischen den Wirbeln ist tief eingeschnitten.
Der kurze Dorsalrand ist gerade, hinterer und vorderer Dorsalrand sind in etwa gleich lang. Der hintere Dorsalrand geht in einem sehr flachen Winkel in den sehr flach gewölbten Hinterrand über. Gelegentlich sind diese Übergänge etwas stärker betont (Ohren), daher rührt der Name. Der vordere Dorsalrand geht ebenfalls in sehr flachem Winkel in den gut gerundeten Vorderrand über. Der Ventralrand ist weit gerundet.
Das Ligament ist extern gelegen und erstreckt sich vor und hinter dem Wirbel. Das kleine, dreieckige Resilium liegt in einer flachen Grube zwischen den Wirbeln. Der obere Rand der Schlossplatte ist gerade, der untere Rand gewölbt bis leicht gewinkelt. Der Knick des Winkels liegt nicht genau unter den Wirbeln, sondern deutlich hinter den Wirbeln. Das taxodonte Schloss besteht aus zwei Serien von kräftigen Zähnen, die aber nicht spiegelbildlich angeordnet sind. In der vorderen Serie sind es bis zu acht Zähne, in der hinteren Serie bis zu neun Zähne, die durch einen schmalen zahnlosen Bereich voneinander getrennt sind. Die zwei Schließmuskeln sind ungleich groß, der vordere Schließmuskel ist nur etwa halb so groß. Der hintere Schließmuskel liegt etwa auf halber Höhe des hinteren Randes, der vordere unterhalb des Übergangs Dorsalrand/Hinterrand. Die Mantellinie ist nicht eingebuchtet.
Die aragonitische Schale ist dick und festschalig. Die Ornamentierung besteht aus konzentrischen feinen Rippen, die von feinen radialen Linien gekreuzt werden. Der innere Gehäuserand ist glatt. Das Periostrakum ist strohgelb bis rötlich und zu feinen Haaren ausgezogen, die aber oft nur am Gehäuserand erhalten sind und dort wie Fransen vorstehen. Die Periostrakum-Haare liegen der Oberfläche dicht an und sind in Linien angeordnet, die mit den feinen radialen Linien der Schalenoberfläche korrespondieren. Die Schale ist bei juvenilen Exemplaren glänzend-weiß, ältere Gehäuse oft grau.
Der Weichkörper ist cremefarben. Der Fuß ist lang und wurmförmig; er ist ausgestreckt länger als das Gehäuse. Die Kiemen sind filibranch.

## Geographische Verbreitung, Lebensraum und Lebensweise
Das Verbreitungsgebiet der Art erstreckt sich von Norwegen (einschließlich der nördlichen Nordsee) bis ins Mittelmeer (nach Poppe und Goto bis zum Senegal). Isolierte Vorkommen sind von den Kanarischen Inseln, den Azoren, Island und von Neufundland, Bermuda und den Jungferninseln bekannt. Sie bevorzugt etwas tieferes Wasser, gewöhnlich von der Schelfkante bis zum oberen Schelfhang (etwa 200 bis 600 Meter Wassertiefe), kommt jedoch auch im flacheren Wasser (bis 20 m) und in deutlich tieferen Bereichen (bis 4.400 Meter) vor.
Die Tiere kommen auf einer großen Palette unterschiedlicher Böden vor, von schlammigen bis kiesigen Böden. Sie leben halb eingegraben im Sediment und verankern sich dabei mit einem einzelnen Byssusfaden an einem größeren Partikel oder einem Stein. Sie bleiben meist längere Zeit an einem Platz, können sich aber dann über kurze Distanz bewegen und dort neu verankern. Die Tiere sind Suspensionsfiltrierer, die sich hauptsächlich von planktonischen Mikroorganismen ernähren, wie Mageninhalte gezeigt haben.
Fossil (Miozän)

Rechte Klappe
Linke Klappe

## Entwicklung
Die Tiere sind getrenntgeschlechtlich. Die orangeroten Eier haben einen Durchmesser von 140 µm, sind also vergleichsweise sehr groß. Die größten Exemplare produzieren etwa 6.000 Eier, die wie die Spermien ins freie Wasser abgegeben werden und dort befruchtet werden.

## Taxonomie
Giovanni Battista Brocchi beschrieb 1814 als Erster diese Art. Sie ist die Typusart der Gattung Limopsis Sassi, 1827.
Fritz Nordsieck unterscheidet drei Unterarten: Limopsis aurita aurita mit neun Varietäten, Limopsis aurita transversa Locard, 1897 und Limopsis aurita pelagica (Philippi, 1836).